# 양승태 사법행정권 남용 의혹
양승태 사법행정권 남용 의혹은 양승태 전 대법원장으로 6년간 근무를 하면서, 당시 대법원에서 상고법원 도입위한 로비 활동을 위해서, 법원행정처를 통해 일선 판사들에게 배정된 자금을 횡령하여 불이익을 주고, 박근혜 정부가 요구하는 주요 사건들 (전교조 및 KTX 승무원 해고 등)에 대한 재판 결과를 박근혜 정부가 요구하는 것에 따라서 판결을 해주면서 재판거래를 했으며, 내부에 비자금까지 조성했다는 것으로 기존에는 사법행정권 남용 의혹이란 명칭으로 대법원 내부적인 자체 조사를 하였다. 대법원의 자체 조사는 2018년 5월 28일로 종료되었으며, 6월부터 검찰의 공식적인 조사 명칭은 사법농단 수사로 공식 명시되었다.

## 대법원자체 조사
자체 조사에서는 2018년 5월 28일 이전에 이루어진 대법원 특별 조사단 (단장 안철상 법원행정처장)에 의한 대법원 내부 조사였다. 대법원 특별 조사단의 조사 결과는 김명수 대법원장의 협조지시에 따라서 검찰로 인계되었으며, 이후 검찰의 조사에서는 사법 농단 행각이 속속들이 발각되고 있다. 특히 유해용(52) 전 대법원 수석재판연구관은 검찰에서 압수 수색하려고 한 결정적인 사법 농단 증거를 인멸하지 않기로 검찰에 서약서를 쓴 후에, 3일의 기간이 지난 이후 압수 수색이 허가되어 방문하였을 때는 검찰에 보존하기로 서약한 최대 수만 건의 사법 농단 의혹 기밀문서를 모두 파기하여, 검찰조사로 인해서, 법원의 '뒷거래'에 대한 형사적인 처벌을 피하려 한 행각에 대한 비판을 받고 있다.

### 1~3차 조사
양승태 대법원장 재임 중 법원행정처가 특정 판사들의 블랙리스트 감시자 명단을 만들어 동향을 감시하고 인사상 불이익을 주려했다는 의혹이 제기되었고, 이에 대해 대법원은 2017년부터 2018년 1월까지 두 차례에 걸쳐 진상조사를 벌였다.
1차 조사에서는 사법부 블랙리스트 의혹에 대한 근거를 찾지 못해 사실무근이라는 결론이 내려졌다. 하지만 2차 조사에서는 법원행정처가 일부 판사들의 동향을 수집하고, 일부 재판에 개입을 시도하려 했다는 정황이 담긴 문건이 발견되었다. 다만 임종헌 전 법원행정처 차장 등이 사용한 컴퓨터를 확인하지 못하면서, 진상이 제대로 밝혀지지 않았다는 지적이 나왔다.
3차 조사단은 임 전 차장 등의 동의를 얻어 암호 파일을 확인했다. 사법행정권 남용의혹 관련 특별조사단(단장 안철상 법원행정처장)은 법원행정처 컴퓨터 4대에서 400여개에 이르는 사법행정권 남용 의혹 관련 파일들을 확보했다. 2013년 대법원의 통상임금 소급적용 불가 판결에 대해 당시 청와대가 만족해한다는 문건, 박정희 정권의 긴급조치 발동을 불법행위로 인정해 피해 배상 판결을 내린 판사에 대한 징계를 검토했다는 문건 등이 조사 대상에 포함되었다.

### 특별조사단 조사 결과
2018년 5월 25일, 대법원 자체의 특별조사단은 '특정 법관에 인사 불이익을 준 정황이 담긴 블랙리스트 문건은 없었다'고 결론 내렸다. 다만, 조사단은 사법행정에 비판적인 법관에 대한 개인적인 성향, 동향, 그리고 재산관계 등을 파악한 파일은 존재했다고 덧붙였으며, 이런 행위만으로도 재판의 독립, 법관의 독립이라는 가치를 훼손하려는 것으로서 크게 비난받을 행위라고 꼬집었다.
이와 함께 주요 재판을 전후해 청와대와 법원행정처가 교감을 나눴다는 의혹에 대한 조사 결과도 나왔다. 법원행정처의 재판 개입 의혹과 관련해 조사단은 비록 보고서에 불과하지만, 판사라면 말해서는 안 되는 것을 보고했다고 비판했다. 재판 독립을 훼손하려는 시도는 있었지만 실제 문건대로 재판 개입이 이뤄지진 않았다는 것이다. 이에 따라 조사단은 사법부 관료화 방지 및 사법행정 담당자가 지켜야 할 실체적 규범의 마련 필요성을 제안했다.

### 법원행정처의 문건 공개
2018년 6월 5일, 법원행정처는 '판사사찰 및 재판거래' 의혹 문건 중 '사법행정권 남용의혹 특별조사단'이 조사결과 보고서에 인용한 90개 문건과 언론에서 추가로 의혹을 제기한 문건 5건 등 총 98개 문건을 추가로 공개했다. '세월호사건 관련 적정관할법원 및 재판부 배당방안'과 'BH 민주적 정상성 부여 방안', 'BH배제결정 설명자료', 'VIP 보고서' 등의 문건이 공개되었다.
2018년 7월 31일, 법원행정처는 '사법행정권 남용 의혹 관련 특별조사단'의 조사보고서에 언급된 410개 문서 파일 중 미공개 문서 파일 228개를 공개했다. 국회의원들의 이력과 평판, 사법부에 대한 인식 등을 정리한 '제20대 국회의원 분석'이라는 제목의 문건도 있었고, 상고법원 반대 기고문을 실었다가 '사찰' 피해를 당한 차성안 판사 관련 문건, 사법부 블랙리스트 의혹을 촉발한 이탄희 판사 관련 문건 등이 있었다. 또한 박근혜 대통령 탄핵 정국에서 "대북문제를 제외한 정치적 기본권, 정치적 자유와 관련된 이슈에서는 과감하게 진보적인 판단을 내놓아야 한다"는 내용의 문건도 드러났다. 이에 대해 사법행정 업무만 맡아야 할 법원행정처가 일선 재판부에 판결 방향을 제시한 것 아니냐는 지적이 제기되었다.

## 검찰 수사
2018년 5월 28일 김명수 대법원장의 검찰 수사 협조 지시에 따라서, 검찰로 기존의 사법행정권 남용 의혹 자료가 인계되었다.  검찰에서 수사가 진행되면서, 검찰에서의 공식적인 수사 명칭은 사법 농단 수사로 명시되었으며, 검찰 수사가 급속히 진행되었다. 관련 피의자가 되는 양승태와 박병대 등은 출국 금지 조치 되었으며, 대법원조직을 이용하여 저질러진 횡령 및 비자금 조성, 재판거래, 검찰 총장 협박, 헌법재판소 내부 정보 빼돌린 것 등에 대한 사법 농단 행각들이 속속들이 밝혀지고 있다.

## 같이 보기
- 양승태
- 재판거래
- 박병대
- 법원행정처
- 상고법원
- 박근혜-최순실 게이트
- 일본군 위안부